# 살리우 시스
살리우 시스(프랑스어: Saliou Ciss, 1989년 9월 15일 ~ )는 세네갈의 축구 선수로, 현재 세네갈 축구 국가대표팀에서 수비수와 미드필더로 활약하고 있다.

## 구단 경력
시스는 세네갈의 디아바르스 아카데미에서 축구 교육을 받았다.
졸업 후 2010 시즌을 앞두고 같은 졸업생인 카라 음보지와 트롬쇠와의 경기에서 교체 출전하며 티펠리가엔 데뷔 전을 치렀고, 2010년 5월 5일에 열린 브란과의 경기에서 티펠리가엔 데뷔 전을 치렀다.
2013년 8월, 그는 리그 1의 발랑시엔에 €50M에 입단했다.
2017년 7월, 그는 리그 1의 앙제와 자유이적으로 3년 계약을 맺었다.
2018년 1월부터 6월까지 발렌시엔에서 6개월간 임대 생활을 한 후, 2019년 1월에도 다시 임대 생활을 했다.

## 국가대표팀 경력
시스는 2012년 하계 올림픽에서 세네갈을 대표했다. 2018년 5월, 그는 러시아의 2018년 FIFA 월드컵에서 세네갈의 23인 선수단에 이름을 올렸다. 그러나 6월 17일, 그는 훈련 중 부상을 입었고 아다마 음벵게로 교체되었다.
그는 2021년 아프리카 네이션스컵에 참가한 세네갈 선수단의 일원이었으며, 세네갈 국가대표팀은 대회 역사상 처음으로 우승을 차지했다.
시스는 대회 우승 이후 세네갈의 대통령 마키 살에 의해 국가 사자 훈장의 그랜드 오피서로 임명되었다.